# Silvia Parietti
Silvia Parietti (Livorno, 19 marzo 1978) è un'ex ciclista su strada italiana.
Originaria di Vada, ha gareggiato da professionista tra il 1999 e il 2009 ottenendo come massimi risultati il titolo nazionale in linea su strada nel 2005 e il terzo posto l'anno seguente.

## Palmarès
- 2005 (una vittoria)

Campionati italiani, Prova in linea Elite

## Piazzamenti

### Grandi Giri
- Giro Donne

1999: 56ª
2000: 25ª
2001: ?
2002: ?
2003: 34ª
2004: 60ª
2005: 29ª
2006: 17ª
2007: 33ª
2008: 55ª

### Competizioni mondiali
- Campionati del mondo

Lisbona 2001 - In linea: 54º
Hamilton 2003 - In linea: 21º
Bardolino 2004 - In linea: ritiro